# Фіссан
Фіссан (араб. فيسان) — село в Лівані у районі Хермель провінції Бекаа. Знаходиться в 130 км на північ від Бейрута, на висоті 1070 м над рівнем моря.
| Ліван | Це незавершена стаття з географії Лівану. Ви можете допомогти проєкту, виправивши або дописавши її. |